# Эпине-сюр-Сен
Эпине-сюр-Сен (фр. Épinay-sur-Seine) — город и коммуна во французском департаменте Сен-Сен-Дени, округ Сен-Дени, кантон Эпине-сюр-Сен.

## Географическое положение
Эпине-сюр-Сен — северный пригород Парижа в 11,3 км от его центра. Расположен на реке Сена.

## История
Франсиско де Асис Бурбон, король-консорт Испании жил в местном замке во время своего изгнания из Испании с 1881 года до своей смерти в 1902 году. В замке сейчас располагается мэрия города.
С 1960 года население города значительно выросло из-за строительства многоэтажных домов. Сегодня это одна из наиболее густонаселённых коммун Европы. Как и в других предместьях Парижа, среди жителей Эпине-сюр-Сен много эмигрантов, прежде всего из Магриба, Турции и Южной Африки.

## Транспорт
Эпине-сюр-Сен соединён с Парижем линией скоростного транспорта RER, а также пригородными поездами. Международный аэропорт «Шарль-де-Голль» расположен в 13 км от города. Трамвайная линия также связывает Эпине-сюр-Сен со станцией метро «Сен-Дени — Порт-де-Пари».

## Персоналии
- Роза Бертен — модистка французской королевы Марии-Антуанетты. Считается одним из первых французских модельеров и дизайнеров.
- Франсиско де Асис Бурбон — король-консорт Испании.
- Тома Гамьетт — футболист.
- Альфред Неокл Геннекен — драматург.
- Ласепед — французский ихтиолог.
- Паскаль Нума — футболист.

## Города-побратимы
- Алькобендас, Испания
- Оберурзель, Германия